# Khanato di Quba
Il khanato di Quba (in azero Quba xanlığı, in persiano خانات قبه‎) è stato uno dei più significativi khanati semi-indipendenti esistenti dal 1726 al 1806, sotto la sovranità iraniana. Fu fondato nel 1726 da Huseyn Ali Khan. La prima capitale del khanato fu Khudat fino al 1735, quando fu cambiata nella città di Quba. Confinava con il Mar Caspio a est, con il Khanato di Derbent a nord, con il Khanato di Shaki a ovest, e Baku e khanati di Shirvan a sud.
Il khanato raggiunse la sua massima importanza sotto Fatali Khan.
Dopo la morte di Fath Ali Khan, l'influenza del Khanato diminuì. Come risultato delle conquiste di Mohammad Khan Qajar e della devastazione che aveva portato, l'Alleanza dei khanati del Nord si disintegrò. Il Khanato fu conquistato dalla Russia nel 1806 e nel 1846 fu completamente incorporato nel governatorato di Shamakha di recente creazione.

## Khan
- 1680-1721 - Huseyn Ali Khan
- 1721 - Ahmad Khan
- 1721-1722 - Chulaq Surkhay Khan
- 1722-1758 - Husayn Ali Khan
- 1758-1789 - Fatali Khan
- 1789-1791 - Ahmad Khan
- 1791-1806 - Shaykh Ali Agha
- 1806-1816 - Husayn Khan